# Camp d'internement de Chibron
Le camp de Chibron était un camp d'internement durant la Seconde Guerre mondiale, situé à Signes.
Son appellation officielle est « camp d'internement administratif ». Il fonctionne de juillet 1940 à décembre 1940 et est dirigé par le capitaine Ritter. Au 1er novembre 1940, il compte 521 internés (26 évadés et 15 hospitalisés), de nationalité française et allemande.
Les Français internés sont déclarés « dangereux pour la défense nationale ou la sécurité publique ». Les autres sont « sujets ennemis ».
Le 16 octobre 1940, on procède au transfert des  « antinationaux » vers le camp de Saint-Sulpice-la-Pointe.
Y sont notamment enfermés des militants du groupe anarchiste d'Aimargues : les frères Alfred, Élie, Joseph et Vaillant Deschamps, Georges Louche, Marcellin Mari, Paul Perrier et Joseph Chatellier.
Des militants communistes y sont également internés, tels le pédagogue Célestin Freinet, Fernand Brémond, maire de Marsillargues ou François Mercier, futur parlementaire. Le responsable des Jeunesses communistes et résistant Marcel Bertone s'en évade le 7 octobre 1940.